# Orinocosa celerierae
Orinocosa celerierae är en spindelart som beskrevs av Cornic 1976. Orinocosa celerierae ingår i släktet Orinocosa och familjen vargspindlar.
Artens utbredningsområde är Elfenbenskusten. Inga underarter finns listade i Catalogue of Life.